# PUNCH DRUNKARD TOUR 1998/99 FINAL 3.10 横浜アリーナ
『PUNCH DRUNKARD TOUR 1998/99 FINAL 3.10 横浜アリーナ』は、日本のロックバンド・THE YELLOW MONKEYのライブ・ビデオ。1999年6月23日にBMGファンハウスより発売。

## 概要
7枚目のオリジナル・アルバム『PUNCH DRUNKARD』を携え、1998年4月からホール72本＋アリーナ41本、計113本を1年かけて廻った「PUNCH DRUNKARD TOUR」の最終日、1999年3月10日、横浜アリーナの模様を収録。
吉井は後にこのファイナルを「覚えてない。お客さんが見えていない」と語り、インタビューでも「バンドの冬が来た」と答えている。

## 収録曲
1. パンチドランカー
2. ROCK STAR
3. O.K.
4. TVのシンガー
5. ゴージャス
6. 見して 見して
7. セックスレスデス
8. 球根
9. Four Seasons
10. 花吹雪
11. エブリデイ
12. MY WINDING ROAD
13. BURN
14. 見てないようで見てる
15. LOVE LOVE SHOW
16. SUCK OF LIFE
17. 離れるな
18. 人生の終わり(FOR GRANDMOTHER)
19. 甘い経験
20. 悲しきASIAN BOY
21. SO YOUNG